# Could I Have This Kiss Forever
"Could I Have This Kiss Forever" är en låt skriven av Diane Warren och framförd av Whitney Houston och Enrique Iglesias.

## Bakgrund
Houston och Iglesias träffades inledningsvis inte personligen, utan spelade in låten i separata studior: Houston i Hamburg och Iglesias i Los Angeles. De två möttes till slut i studiomiljö när låten åter igen skulle spelas in för singelsläpp som en metro-version. Denna inspelning resulterade i en ny version med snabbare tempo, till skillnad från originalversionens långsammare tempo.  
Houston och Iglesias gjorde aldrig några liveframträdanden tillsammans med vare sig "Could I Have This Kiss Forever" eller någon annan låt. 

## Musikvideo
Musikvideon till låten hade världspremiär den 22 juni 2000.